# Ескадрені міноносці типу «Олесунн»
Ескадрені міноносці типу «Олесунн» — запланований для Королівських ВМС Норвегії тип кораблів, які втім, не були добудовані. 

## Конструкція
У бюджеті 1938 року Норвегія передбачила  будівництво двох есмінців для Королівського флоту Норвегії.  Це були перші сучасні есмінці, замовлені Норвегією, і вони були значно більшими за тип «Слейпнир», фактично, міноносців, які вже надійшли на службу, та продовжували будуватися у той час, і були єдиними сучасними озброєними торпедами кораблями Норвегії. 
Озброєння мало складатися з чотирьох 120-мм гармат з однією здвоєною передньою установкою та двома одиночними установками на кормі.  Протиповітряна оборона складалася з двох 40-мм гармат Bofors L/60, що підтримувалися двома 13-мм кулеметами. Треба було встановити два здвоєних 533-мм (21-дюймових) торпедних апарати.  Екіпаж мав становити 130 осіб.

## Будівництво
Два міноносці, яким ще не присвоїли імен, були закладені у квітні 1939 року на морській корабельні в Гортені, а їх завершення заплановане на 1943 рік. Вони все ще були на ранній стадії будівництва, коли Німеччина вторглася у Норвегію у квітні 1940 року. Недобудовані  були захоплені, коли німецькі війська захопили Гортен.  
Німеччина вирішила продовжити будівництво кораблів для Крігсмаріне з назвами ZN4 і ZN5. На початку 1942 року вони були перейменовані в TA7 і TA8.
Було встановлено абсолютно нове озброєння, яке складалося з трьох універсальних гармат SK C/32, двох 37 мм зенітні гармати SK C/30 для протиповітряної оборони на коротких дистанціях, які  доповнювали шість 20 мм автоматичних гармат C/30 AA, а також з четверною установкою для торпедних апаратів 53,3 см.
Будівництво двох кораблів було затримано через численні акти саботажу. TA7 було спущено на воду 29 травня 1941 року, а TA8 — лише 30 червня 1943 року. Було вирішено відбуксирувати TA7 до Німеччини для завершення, але TA7 було затоплено в Гортені 27 вересня 1944 року бомбою, поміщеною в турбінного відділення корабля, незадовго до того, як корабель мав вирушити до Німеччини. TA8 був затоплений під час нальоту британської авіації на Гортен у ніч з 23 на 24 лютого 1945 року 
Після закінчення війни в Європі в 1945 році корпус TA8 був піднятий норвежцями, які вирішили добудувати корабель під назвою «Олесунн», але роботи були припинені в 1950 році, а корпус проданий на металолом у 1956 р.